# Tagiki

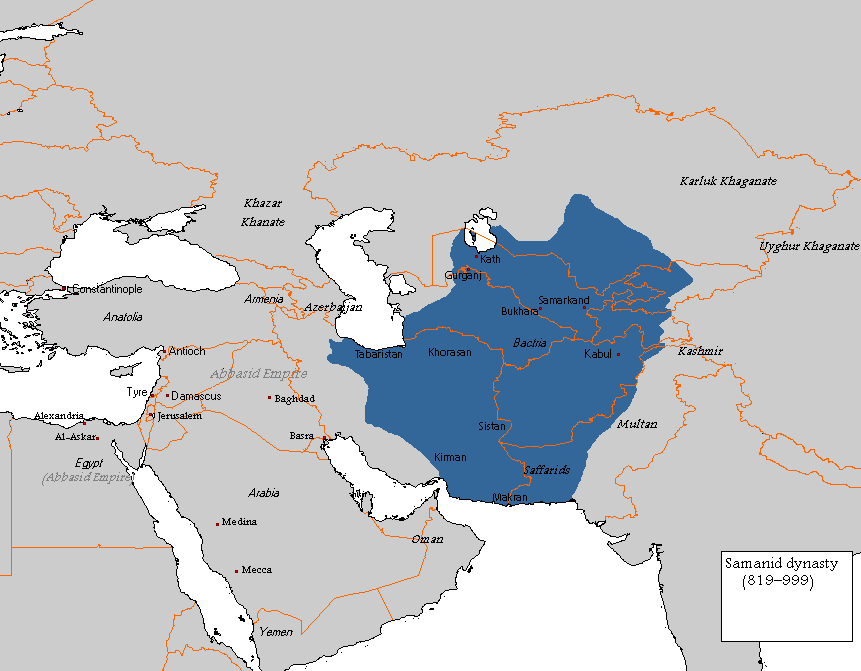
L'impero Samanide (819-999) viene considerato il primo stato tagiko.

I Tagiki (persiano: تاجيک - Tâjik; anche Тоҷик - Tojik) sono un gruppo etnico originario dell'Asia centrale e diffuso in Tagikistan (dove sono il primo gruppo etnico), Afghanistan, Uzbekistan, Iran, Pakistan e nella provincia dello Xinjiang in Cina.
La lingua tagica appartiene al gruppo delle lingue indoeuropee iraniche.

## Uso del termine

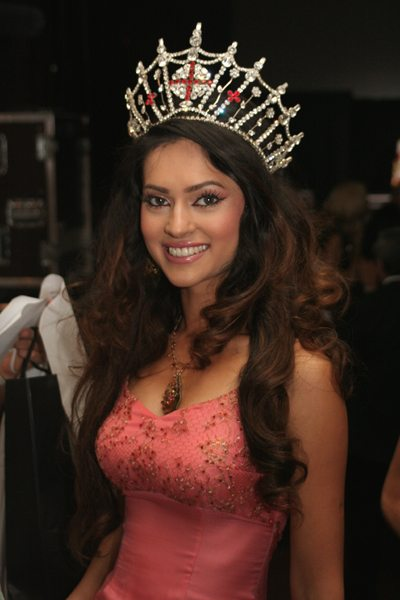
Hammasa Kohistani, Miss England 2006 di origine tagika.

I tagiki discendono da un antico popolo che parlava una lingua indoeuropea. I tagiki, dunque, sono tra i più antichi abitanti dell'Asia centrale, dal momento che hanno avuto origine da quei popoli di stirpe iranica che, in epoca antica, si identificavano nei Battriani, nei Sogdiani, nei Parti, oltre che in quei Persiani (anche se i Persiani hanno caratteristiche fisiche differenti) che abbandonarono le loro terre alla volta della Cina e dell'India per sfuggire all'espansione islamica.
Secondo gli studiosi, i tagiki abitano l'Asia centrale (in particolare, l'Afghanistan, la Cina occidentale e, appunto, il Tagikistan) da circa 4.000 anni. Il termine "tagiko", in modo più specifico, si applica a quelle genti di lingua persiana e di origine ariana che popolano le terre ad est dell'Iran. Con tutta probabilità, nei tempi più antichi, gli antenati dei tagiki non parlavano il persiano propriamente detto (che viene chiamato toçikī́ in Tagikistan, fārsī in Iran e dari in Afghanistan) dal momento che essi appartenevano a quelle tribù iraniche orientali di cui si è detto. Il passaggio alla lingua persiana si ebbe forse al tempo della dinastia dei Sasanidi, quando cioè l'impero persiano cominciò la sua espansione verso oriente.
Oltre ai tagiki, in Asia centrale esistono altri gruppi etnici parlanti varianti della lingua persiana: si tratta degli Hazara e degli Aimak. Questi due popoli, a differenza dei tagiki, non sono di stirpe iranica ma adottarono la lingua persiana nei secoli successivi all'anno mille. Affini ai tagiki propriamente detti sono i tagiki delle montagne, noti anche come pamiri o wakhi, che popolano la regione del Badakhshan a cavallo tra Tagikistan, Pakistan e Afghanistan e i tagiki della Cina (vedi relativo paragrafo), i quali vivono nella parte più occidentale dello 
Xinjiang.

## Origine del nome

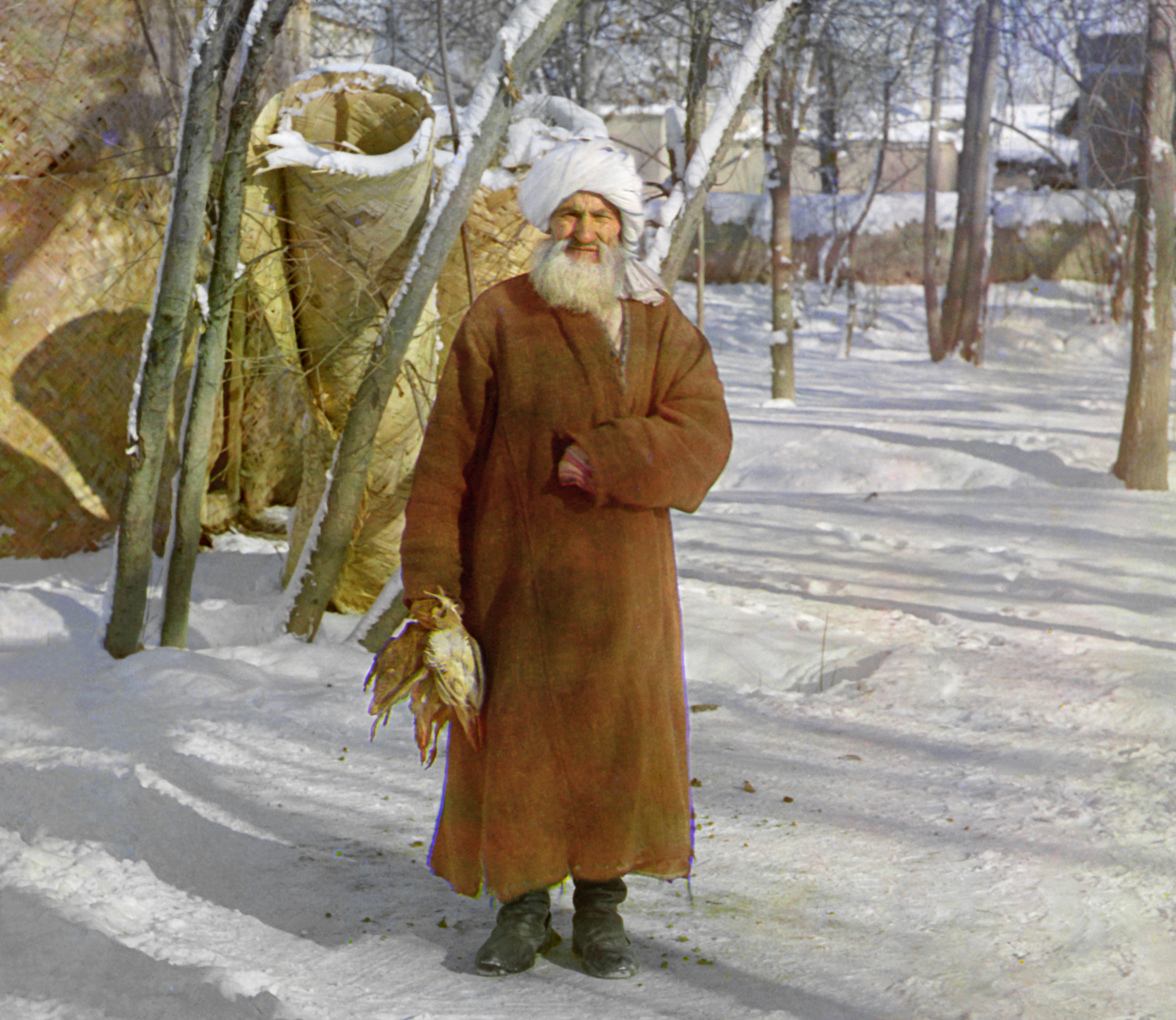
Uomo tagiko, nei pressi di Samarcanda nei primi anni del Novecento (fotografia di Sergej Michajlovič Prokudin-Gorskij)

L'origine del termine "tagiko" non è del tutto chiara. Attualmente, gran parte degli storici ritiene che la parola "tagiko" -menzionata per la prima volta dallo storico turco Mahmud Kashgari- sia una vecchia parola turca con cui si identificavano tutti i popoli di lingua persiana. In alternativa, alcuni pensano che si tratti di un termine derivante dalle parlate iraniche orientali e che possa essere stato applicato agli abitanti dell'Asia centrale dai conquistatori arabi: etimologicamente esso sarebbe dunque collegabile alla tribù dei Banu Tayy e sarebbe stato utilizzato a partire dall'XI secolo.
Tuttavia, è difficile chiarire l'uso del termine prima delle invasioni turche: quel che è certo è che a partire dal XV secolo fu utilizzato dalla popolazione iraniana della regione per distinguere se stessa dai turchi. Persino i persiani dell'Iran che vivono nelle regioni a maggioranza turca sono soliti chiamare se stessi "tagiki", come del resto faceva nel XV secolo il poeta Mir Ali Sher Nava'i di Herat . Da aggiungere che i tibetani chiamano "tagiki" tutti i persiani, compresi quelli che vivono in Iran.
Al tempo dei conquistatori turco-persiani Timur e Babur la parola "tagiko" era utilizzata per designare gli impiegati di lingua persiana che erano stati educati in arabo. Al tempo dei Safavidi, i "tagiki" erano invece gli amministratori e i nobili del regno. Inoltre, il termine "tagiko" può essere interpretato come un riferimento alla corona (in arabo Tāj) della catena del Pamir. Da notare che il termine sart ai tempi di Gengis Khan era usato come sinonimo di tagiko e, dunque, di persiano.

## Diffusione

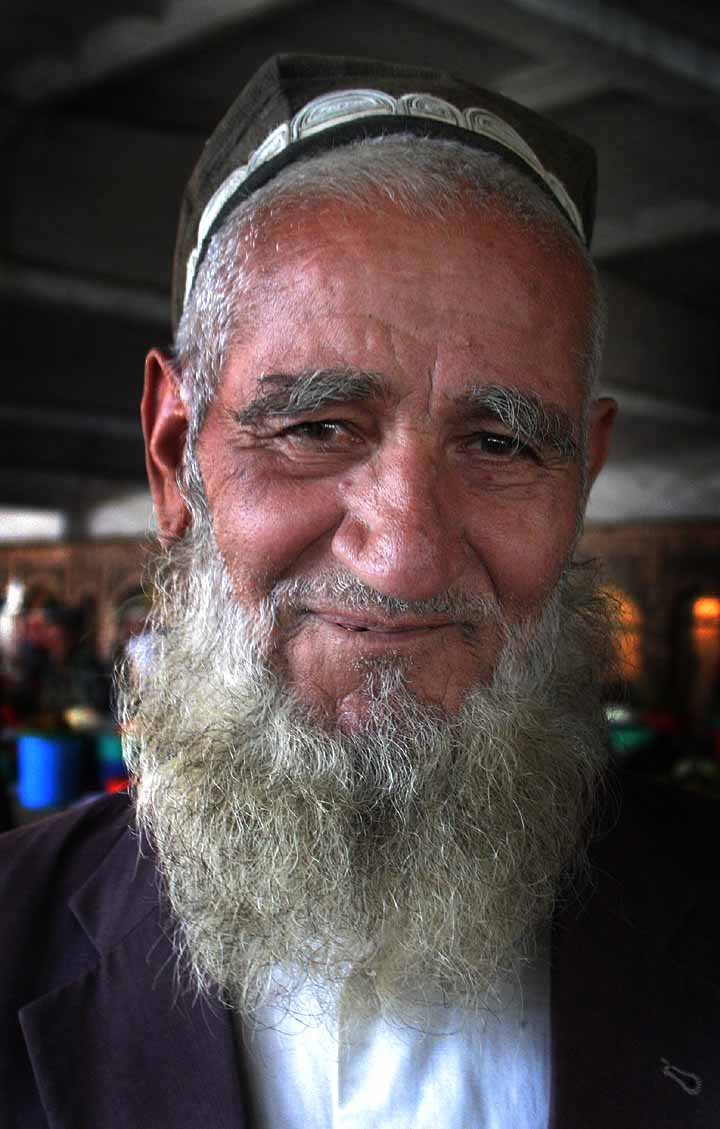
Anziano tagiko

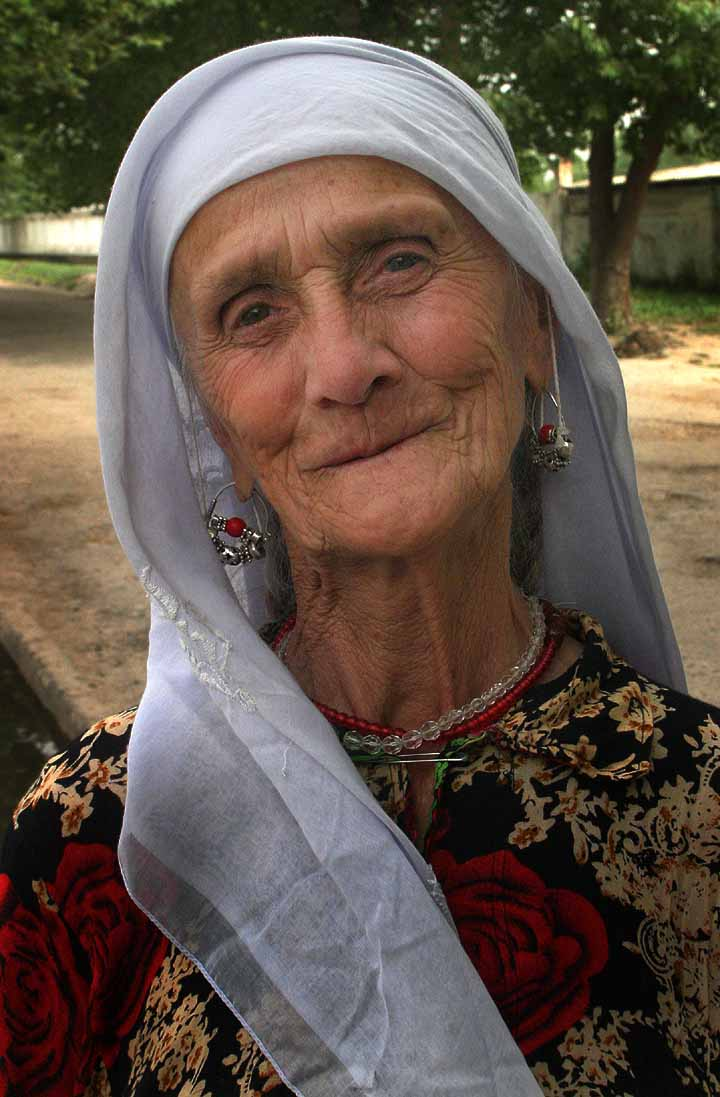
Anziana tagika

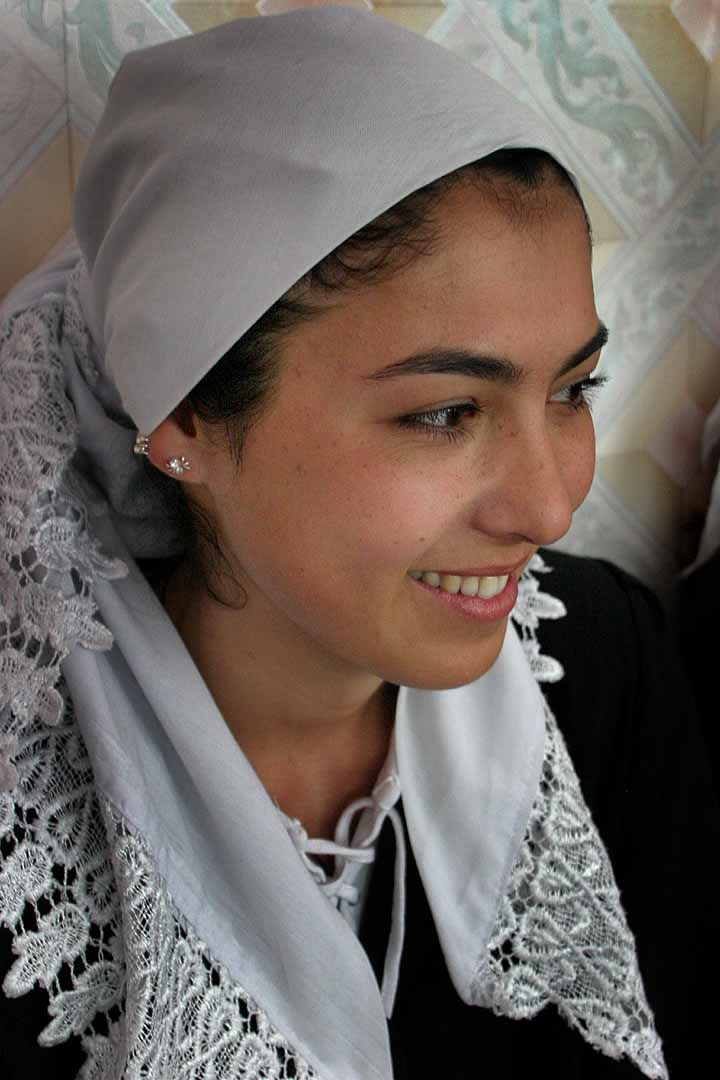
Giovane donna tagika

I tagiki costituiscono il maggior gruppo etnico del Tagikistan, dell'Afghanistan nord-orientale, delle città afghane di Kabul, Mazar-e Sharif ed Herat e delle città uzbeke di Bukhara e Samarcanda. Molti tagiki, inoltre, popolano la regione di Surxondaryo nell'Uzbekistan meridionale e la parte orientale dell'Uzbekistan, lungo il confine con il Tagikistan. Anticamente, gli antenati dei tagiki abitavano una regione più estesa di quella attuale: in molte zone essi furono poi soppiantati da ondate di invasori di stirpe turca e mongola, provenienti dal nord e dall'est.
Attualmente, i tagiki rappresentano il 79,9% della popolazione del Tagikistan e il 25-30% di quella dell'Afghanistan. Secondo le statistiche ufficiali in Uzbekistan i tagiki sono il 6% della popolazione totale: questo dato, tuttavia, appare inattendibile per due ragioni. In primo luogo, non si tiene conto di quei tagiki la cui lingua madre è diventata l'uzbeco; secondariamente, molti tagiki possono aver preferito dichiararsi uzbeki per diverse ragioni. Molti, dunque, pensano che in realtà i tagiki costituiscano il 35-40% della popolazione uzbeka.
Infine, si stima che vi siano tra i 500.000 e il milione di tagiki in Pakistan: la maggior parte di essi è costituita da profughi di guerra provenienti dall'Afghanistan, mentre gli altri sono nativi delle regioni pakistane del Chitral e del Gilgit.

## Aspetto fisico
Dal punto di vista fisico, la maggior parte dei tagiki presenta dei lineamenti caucasici. Sebbene gran parte dei tagiki abbia capelli e occhi scuri con pelle chiara o leggermente abbronzata, occhi e capelli chiari non sono così infrequenti, specie nelle regioni montuose (in particolare nel Badakhshan).
Alcuni tagiki mostrano invece tratti che ricordano le passate invasioni turche e mongole, mentre le popolazioni delle zone montuose, come detto, sono più simili agli antichi abitanti della regione, così come apparivano prima delle invasioni.
I tagiki, dunque, sono un popolo che mostra una grande varietà di fenotipi, da quelli più marcatamente caucasici a quelli più affini ai mongoli.

## Lingua
Come detto, i tagiki parlano il persiano, detto anche dari in Afghanistan. La variante del persiano diffusa in Tagikistan è nota come "tagico". Il tagico, dunque, è una lingua indoeuropea del gruppo iranico e, insieme al dari, appartiene al gruppo orientale dei dialetti del persiano. 
Storicamente, il tagico fu sempre considerato un dialetto persiano, fino a quando le autorità sovietiche imposero, nel 1928, l'uso dei caratteri latini prima e cirillici poi in sostituzione di quelli arabi: fu così che il tagico cominciò ad essere considerato una lingua a sé stante (i tagiki dell'Afghanistan, tuttavia, continuarono ad utilizzare l'alfabeto arabo).
Ciò che distingue il tagico dal persiano così come è parlato in Iran è la minore presenza di prestiti dall'arabo e la grande influenza russa che si è avuta per ragioni storiche. Tuttavia, un testo in tagico trascritto in caratteri arabi può essere facilmente compreso da un parlante della variante occidentale (vale a dire quella diffusa in Iran) del persiano. La comune origine delle due parlate è del resto sottolineata da numerosi scrittori tagiki, quali ʿOmar Khayyām, Ferdowsi, Jalal al-Din Rumi e Ali Sher Nava'i.
Oltre al tagico, in Tagikistan molto usato è il russo, specie in campo amministrativo e commerciale.

## Religione
La grande maggioranza dei tagiki è di religione musulmana sunnita, sebbene esistano delle minoranze ismailite e jafarite-sciite. In Afghanistan, i tagiki di confessione sciita sono detti farsi o farsiwan, vale a dire "persiani". 
Inoltre, minoranze ebraiche di stirpe tagika sono esistite sin dai tempi più antichi nelle città di Samarcanda e Bukhara e, in misura minore, di Herat e Kabul.

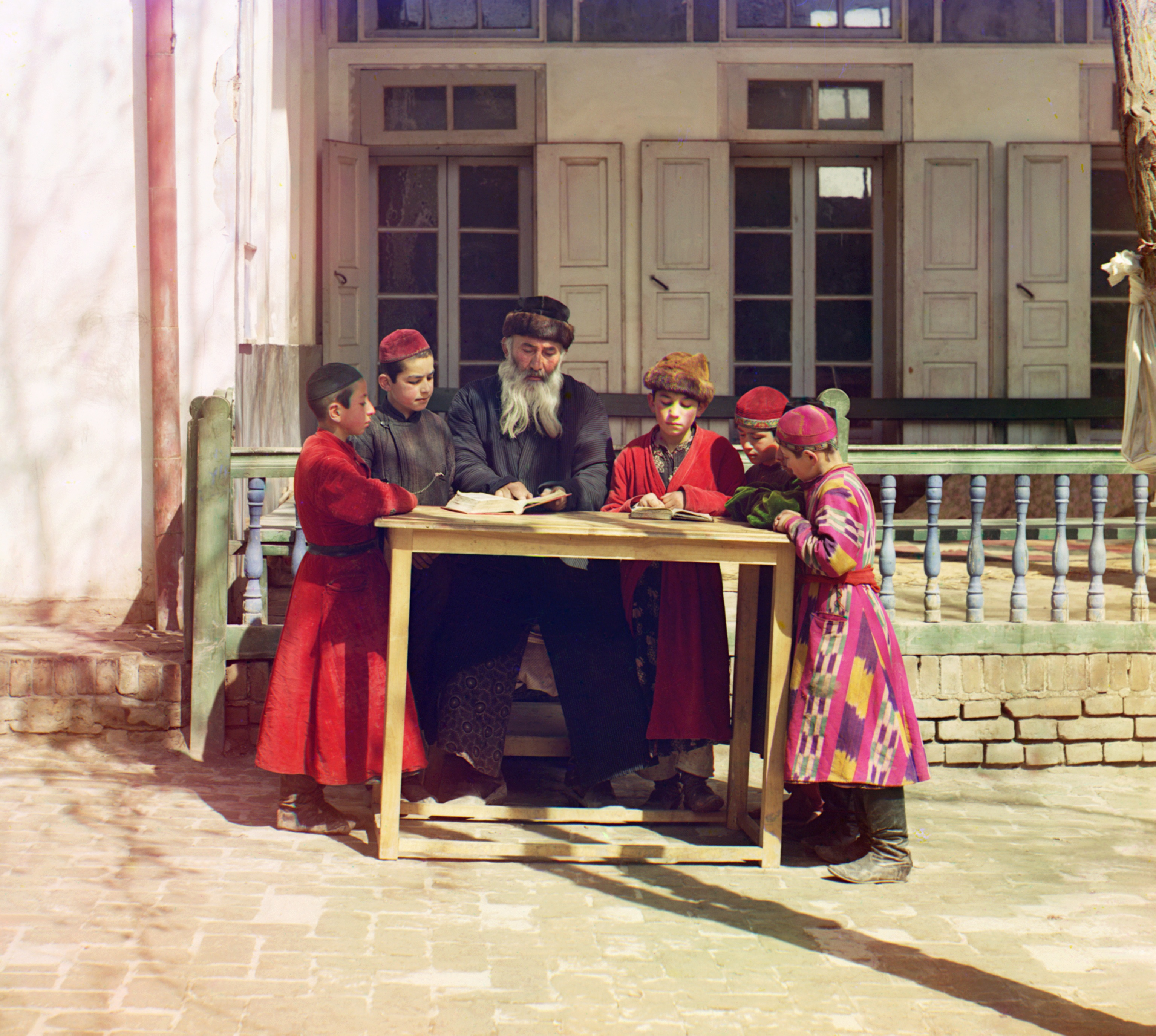
Scolari ebrei insieme al loro maestro a Samarcanda nei primi del Novecento (fotografia di Sergej Michajlovič Prokudin-Gorskij)

Nel corso del XX secolo, gran parte dei tagiki ebrei è emigrata in Israele e negli Stati Uniti, sebbene molti di essi continuino ad avere legami con le loro terre d'origine.
Malgrado l'arrivo di missionari cristiani in Asia centrale in seguito al collasso dell'Unione Sovietica, la popolazione cristiana tagika è pressoché inesistente.

## I tagiki in Cina
I tagiki (detti in cinese 塔吉克族, traslitterato in pinyin con Tǎjíkèzú) sono una delle 56 nazionalità della Cina ufficialmente riconosciute dal governo cinese.
Essi ammontano a 41.028 unità (nel 2000) e sono localizzati nella regione occidentale dello Xinjiang: di questi, il 60% vive nella Contea autonoma tagica di Tashkurgan. Secondo alcuni studiosi i tagiki della Cina apparterrebbero in realtà ad una dozzina di gruppi iranici orientali affini ai tagiki del Tagikistan, sebbene distinti da questi ultimi.
In Cina non esiste una forma ufficiale scritta del tagiko. Circa 16.000 tagiki parlano il sariköli o sariqul e usano l'uiguro o il cinese per comunicare con le genti di etnia diversa. 6.000 tagiki parlano invece il wakhi.